# 突齿非拟溪蟹
突齿非拟溪蟹（学名：Aparapotamon protinum）为溪蟹科非拟溪蟹属的动物。在中国大陆，分布于云南等地，多见于山涧溪流的石块下及石洞中以及有时隐蔽于离水较远的大石块下。其生存的海拔范围为1800至2400米。